# Anthony Jones
Pour les articles homonymes, voir Jones.
Anthony Jones, né le 13 septembre 1962, à Washington, dans le district de Columbia, est un joueur américain de basket-ball. Il évolue aux postes d'arrière et d'ailier.

## Palmarès
- McDonald's All-American 1981
- Joueur de l'année de la Big West Conference 1986
- Champion WBL 1988
- All-WBL Team 1988